# Soraya Santos
Soraya Alencar dos Santos (Macaé, 4 de dezembro de 1958), é uma advogada e política brasileira. Filiada ao Partido Liberal (PL), é deputada federal pelo estado do Rio de Janeiro.

## Carreira política
Formou-se em Direito, pela Universidade Federal Fluminense no ano de 1982. Começou a carreira política como militante do PDT aos 21 anos. Depois transferiu-se ao PSDB, em 1988, e ao MDB.
Foi eleita deputada federal em 2014, com um total de 48.204 votos. Como deputada federal, votou a favor da admissibilidade do processo de impeachment de Dilma Rousseff na sessão do dia 17 de abril de 2016. Já durante o Governo Michel Temer, votou a favor da PEC do Teto dos Gastos Públicos. Em abril de 2017, foi favorável à Reforma Trabalhista. Em agosto de 2017, votou a favor do presidente Michel Temer, no processo em que se pedia abertura de investigação, e que poderia lhe afastar da presidência da república.
Em 2018, já pelo Partido da República (PR), conquistou 48.328 votos e foi reeleita ao cargo. No início da 56.ª legislatura foi eleita 1.ª Secretária da Câmara dos Deputados, com 61% dos votos.

## Desempenho eleitoral
| Ano  | Eleição                    | Cargo             | Partido | Coligação                         | Vice                 | Votos   | %      | Resultado          |
| ---- | -------------------------- | ----------------- | ------- | --------------------------------- | -------------------- | ------- | ------ | ------------------ |
| 2000 | Municipal de Niterói       | Prefeita          | PSDB    | Sou Mais Niterói (PSDB, PHS, PAN) | Raul Portugal (PSDB) | 41.062  | 14,26% | Não eleita3° Lugar |
| 2002 | Estadual do Rio de Janeiro | Deputada estadual | PSDB    | PFL, PMDB, PSDB                   | —                    | 22.089  | 0,31%  | Suplente           |
| 2014 | Estadual do Rio de Janeiro | Deputada federal  | MDB     | PMDB, PP, PSC, PSD, PTB           | —                    | 48.024  | 0,68%  | Eleita             |
| 2018 | Estadual do Rio de Janeiro | Deputada federal  | PL      | Juntos pelo Rio (PODE, PR)        | —                    | 48.328  | 0,68%  | Eleita             |
| 2022 | Estadual do Rio de Janeiro | Deputada Federal  | PL      | Nenhuma                           | —                    | 130.379 | 1,50%  | Eleita             |